# Morsasco
Morsasco és un municipi situat al territori de la província d'Alessandria, a la regió del Piemont (Itàlia).
Limita amb els municipis de Cremolino, Orsara Bormida, Prasco, Strevi, Trisobbio i Visone.
Pertany al municipi la frazione de Caramagna (Pontechino).

## Galeria fotogràfica

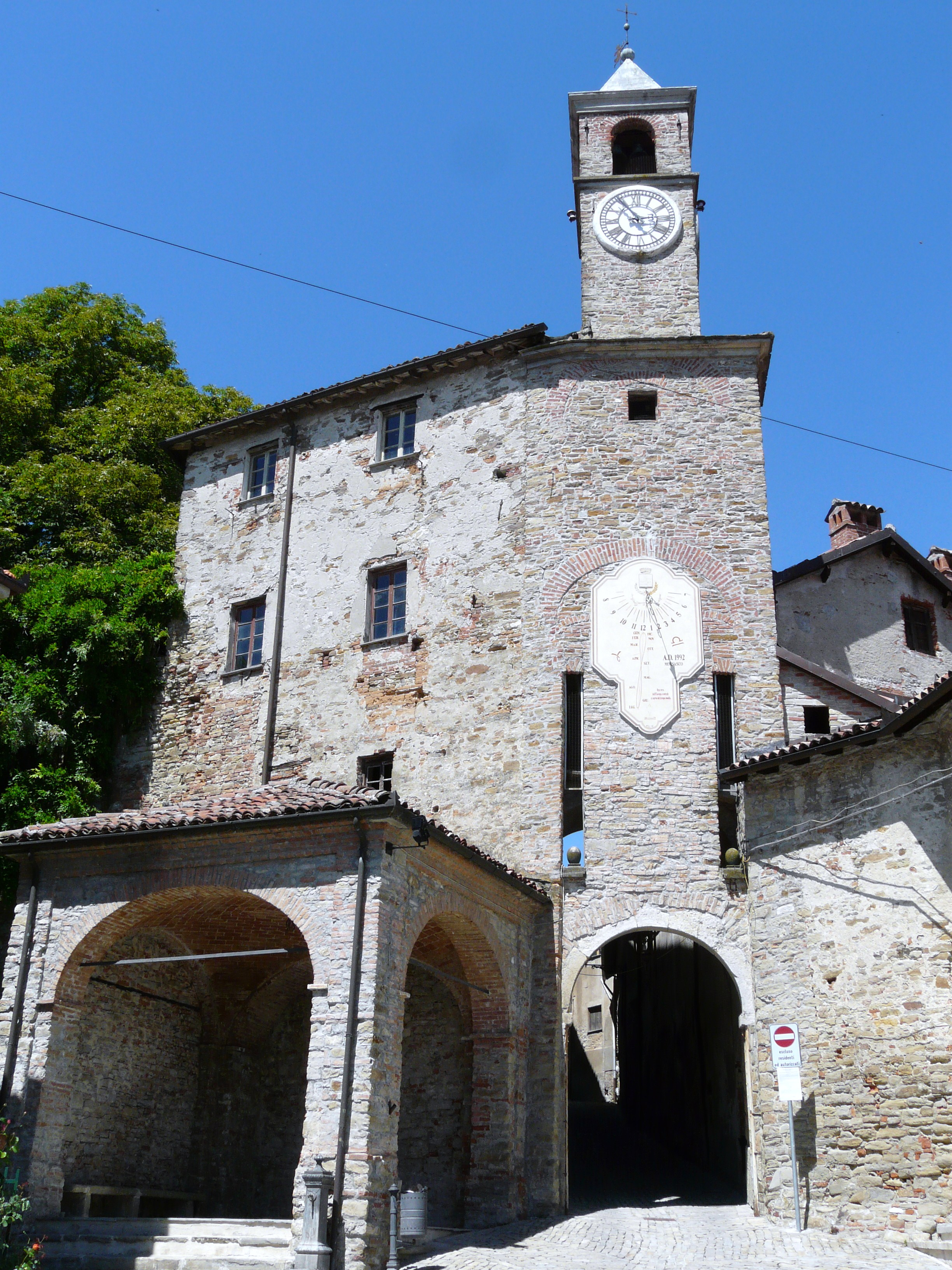
Campanar
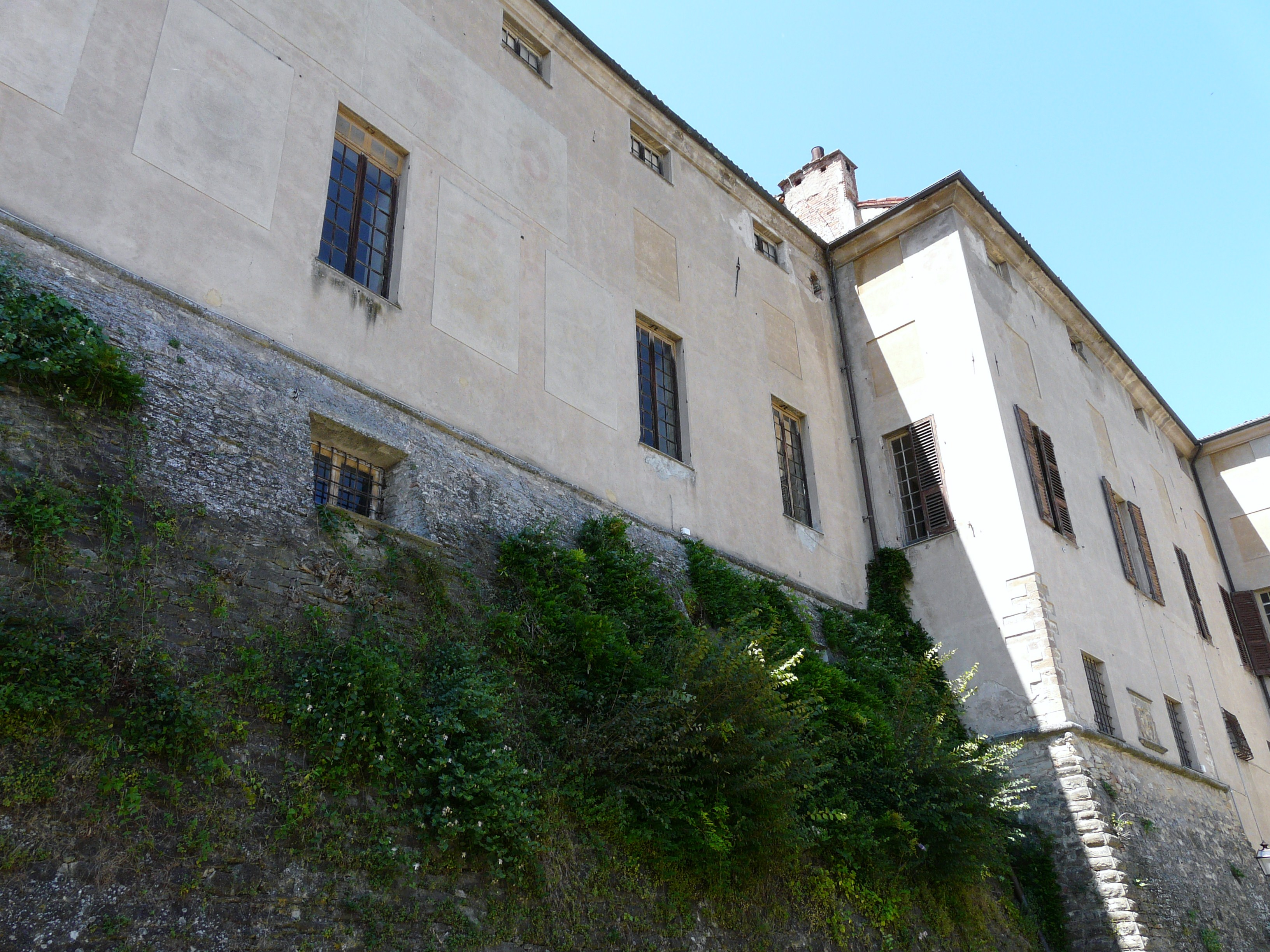
Castell de Morsasco
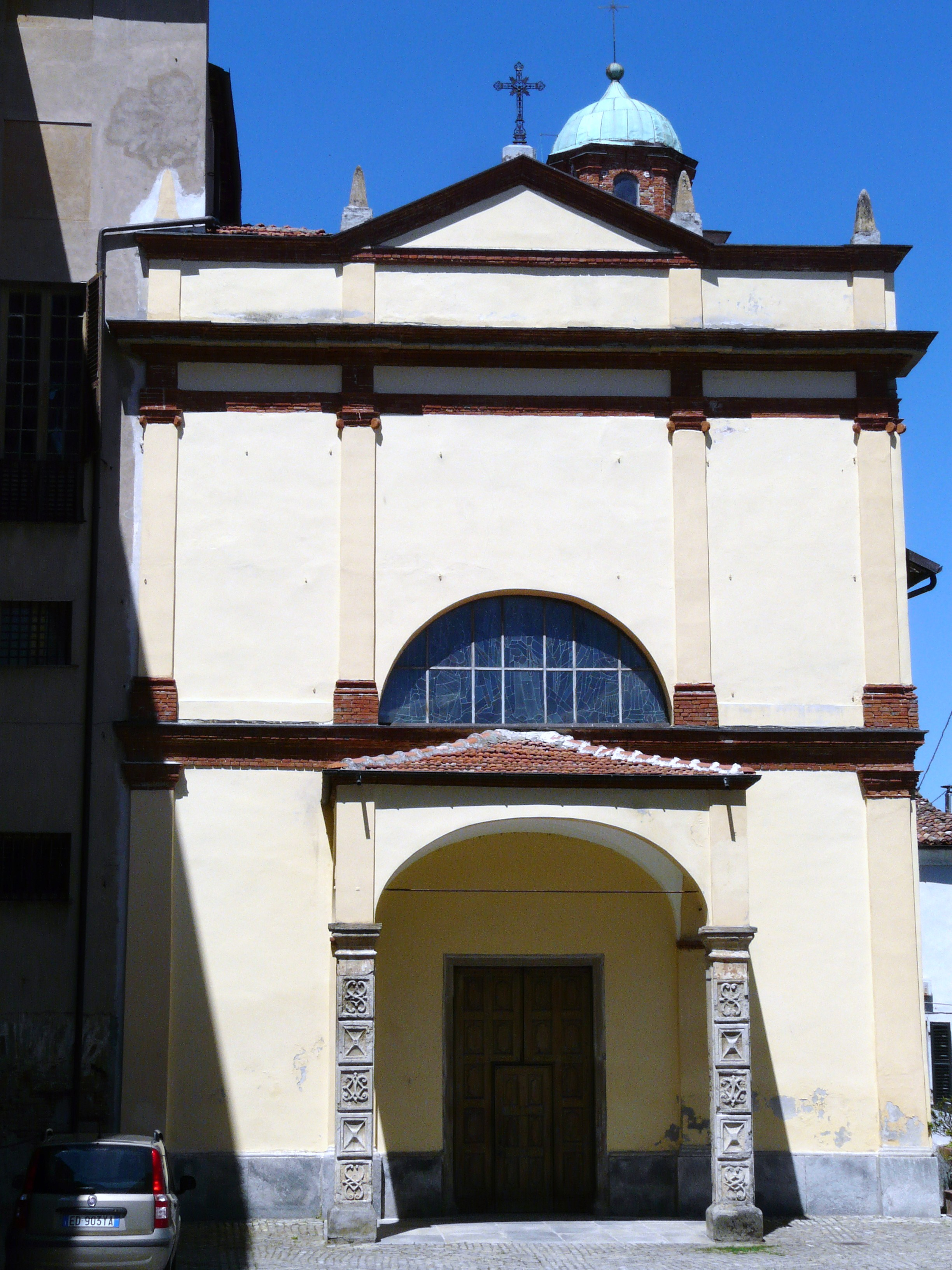
Església de Sant Bartomeu
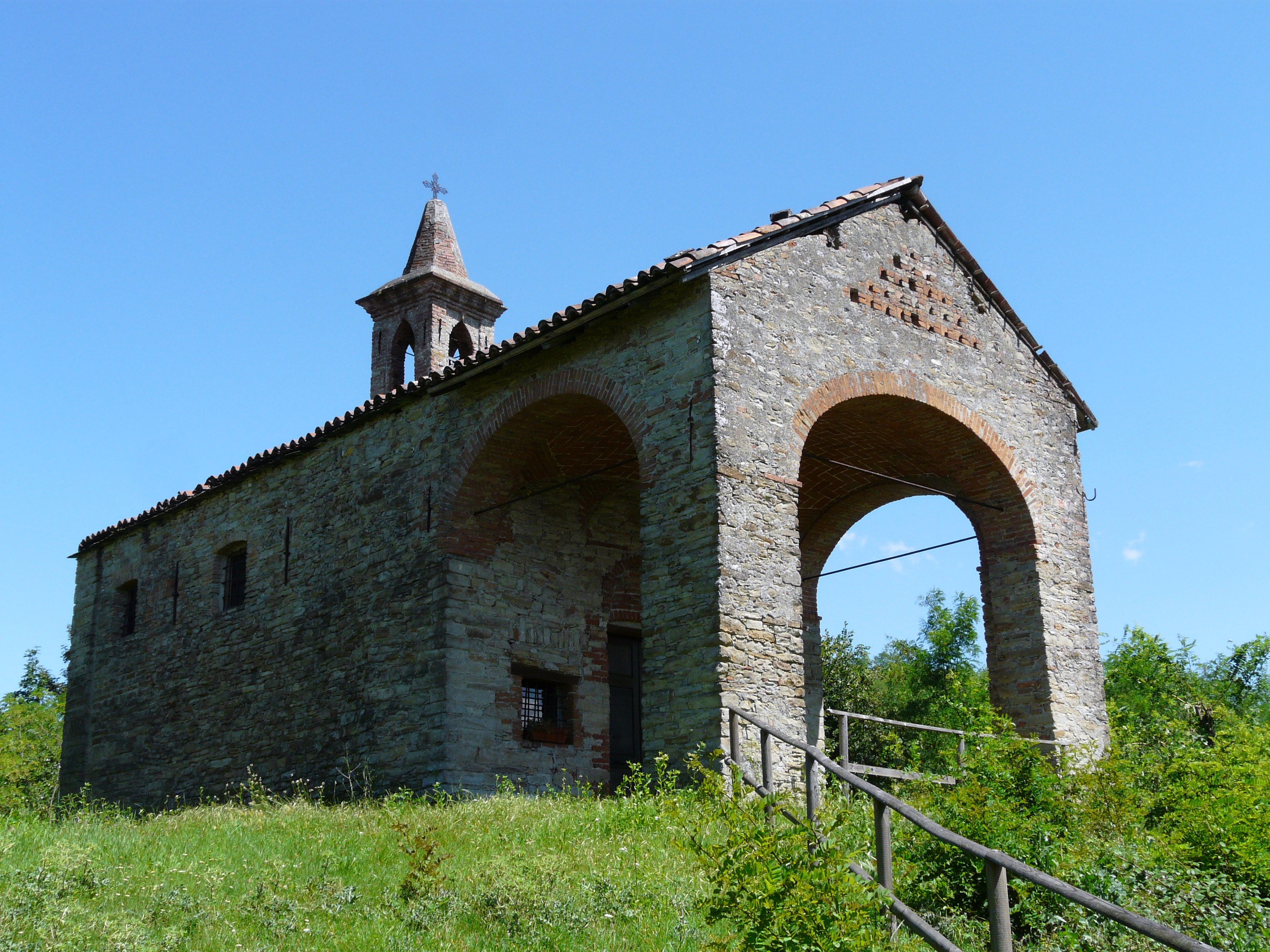
Església de Sant Vito